# Милићи (Бановићи)
Милићи су насељено мјесто у Босни и Херцеговини у општини Бановићи које административно припада Федерацији Босне и Херцеговине. Према попису становништва из 1991. у насељу је живјело 260 становника.

## Становништво
| Националност       | 1991.        | 1981.        | 1971.      |
| Муслимани          | 258 (99,23%) | 321 (98,16%) | 247 (100%) |
| Срби               | 0            | 0            | 0          |
| Хрвати             | 0            | 4 (1,22%)    | 0          |
| Југословени        | 2 (0,76%)    | 2 (0,61%)    | 0          |
| остали и непознато | 0            | 0            | 0          |
| Укупно             | 260          | 327          | 247        |